# FIFA Football 2004
FIFA Football 2004 è un videogioco di calcio prodotto da Electronic Arts. Il gioco è l'undicesimo capitolo della popolare serie FIFA ed è uscito nel 2003 per Xbox, Nintendo GameCube, PlayStation, PlayStation 2, Microsoft Windows, Game Boy Advance e N-Gage e nel 2004 per telefono cellulare.

## Modalità di gioco
- Gioca: la classica amichevole, si possono scegliere due squadre e quale controllare. Si può giocare contro il computer o contro un secondo giocatore.
- Carriera: la classica modalità allenatore, in cui si controlla una squadra e si gioca un intero campionato partecipando alle coppe nazionali, ed eventualmente alla Champions League o alla Coppa UEFA (che appare col nome di Coppa Efa). La carriera ha una durata di cinque anni.
- Torneo: si partecipa a tornei come le coppe continentali, o alle competizioni tra Nazionali (Europei e Mondiali).
- Coppa personalizzata: si può creare un torneo con le squadre selezionate dal giocatore.

Quando si accede all'opzione trasferimenti un giocatore non viene ceduto a un altro club, ma viene scambiato con un altro calciatore. Il giocatore riceverà inoltre il numero di maglia indossato dal calciatore con cui è stato scambiato.

## Copertina
I calciatori che appaiono nella copertina sono Alessandro Del Piero, Thierry Henry e Ronaldinho.

## Campionati
In FIFA Football 2004 sono presenti 23 campionati. Essi sono:
- Campeonato Brasileiro Série A
- Pro League
- K-League
- Superligaen
- Ligue 1
- Ligue 2
- Fußball-Bundesliga
- 2.Bundesliga
- FA Premier League
- FL Championship
- Football League 1
- Football League 2
- Serie A
- Serie B
- Tippeligaen
- Eredivisie
- Primeira Liga
- Scottish Premier Division
- Primera División
- Segunda División
- MLS
- Allsvenskan
- Super League Axpo

### Resto del mondo
I club presenti nella sezione "Resto del mondo" sono:
- Sparta Praga
- América
- Boca Juniors
- Galatasaray
- Legia Varsavia
- Monterrey
- Olympiacos
- Panathīnaïkos
- PAOK
- Panīleiakos
- Polonia Varsavia
- River Plate
- Sigma Olomouc
- Toluca
- Pumas UNAM
- Wisła Cracovia

## Telecronisti
I telecronisti di questa edizione di FIFA sono Bruno Longhi e Giovanni Galli.

## Colonna sonora
La colonna sonora del gioco è composta da diverse canzoni, tutte ascoltabili nelle seguenti schermate:
- Menù principale
- Menù dei vari tornei o della carriera
- Menù di pausa
- Menù di selezione della squadra

Le canzoni incluse sono le seguenti:
- Asian Dub Foundation - "Rise To The Challenge"
- Babamania - "Wanna Rock"
- Café Tacuba - "Eo (El Sonidero)"
- Caesars - "Jerk It Out"
- The Cooper Temple Clause - "Promises, Promises"
- The Dandy Warhols - "We Used to Be Friends"
- DJ Sensei - "Musica Grande"
- Goldfrapp - "Train"
- The Jam - "A Town Called Malice"
- Junior Senior - "Rhythm Bandits"
- Kane - "Rain Down On Me (Tiësto Remix)"
- Kasabian - "L.S.F. (Lost Souls Forever)"
- Kings of Leon - "Red Morning Light"
- lostprophets - "Burn Burn"
- Paul van Dyk - "Nothing But You"
- Radiohead - "The National Anthem"
- The Raveonettes - "That Great Love Sound"
- The Stone Roses - "Fools' Gold"
- SubUrbia - "Always"
- The Clones - "Crazy Boys"
- The Individuals - "Take A Ride"
- Timo Maas - "Unite"
- Tosca featuring Tweed - "Gute Laune"
- Tribalistas - "Já Sei Namorar"
- Underworld - "Two Months Off"
- Vicentico - "Se Despierta La Ciudad"
- Wir sind Helden - "Guten Tag"
- Zeca Pagodinho - "Deixa A Vida Me Levar"